# MLB 1909
Die MLB-Saison 1909 war die achte Saison der Major League Baseball (MLB).
Zum dritten Mal in Folge gewannen die Detroit Tigers die American League (AL). Das Team von Manager Hughie Jennings beendete die Regular Season mit 3½ Spielen Vorsprung auf die Philadelphia Athletics.
In der National League (NL) gab es nach drei Jahren Dominanz der Chicago Cubs mit den Pittsburgh Pirates einen neuen Meister, die die Spielzeit mit 6½ Spielen Vorsprung auf die Cubs beendeten. Für die Pirates war es insgesamt der vierte Titel und der erste seit der Saison 1903.
Die Pirates gewannen zum Saisonabschluss die World Series 1909 und feierten dadurch ihren ersten World Series Titel. Für die unterlegenen Tigers war es bereits die dritte World Series Teilnahme in Folge, bei der sie als Verlierer vom Platz gingen.

## Ergebnis zum Saisonende
| Pos | Franchise              | W  | L   | %      | GB  |
| --- | ---------------------- | -- | --- | ------ | --- |
| 1   | Detroit Tigers         | 98 | 054 | 64,5 % | 0–  |
| 2   | Philadelphia Athletics | 95 | 058 | 62,1 % | 03½ |
| 3   | Boston Red Sox         | 88 | 063 | 58,3 % | 09½ |
| 4   | Chicago White Sox      | 78 | 074 | 51,3 % | 20  |
| 5   | New York Highlanders   | 74 | 077 | 49,0 % | 23½ |
| 6   | Cleveland Naps         | 71 | 082 | 46,4 % | 27½ |
| 7   | St. Louis Browns       | 61 | 089 | 40,7 % | 36  |
| 8   | Washington Senators    | 42 | 110 | 27,6 % | 56  |

| Pos | Franchise             | W   | L   | %      | GB  |
| --- | --------------------- | --- | --- | ------ | --- |
| 1   | Pittsburgh Pirates    | 110 | 042 | 72,4 % | 0–  |
| 2   | Chicago Cubs          | 104 | 049 | 68,0 % | 06½ |
| 3   | New York Giants       | 092 | 061 | 60,1 % | 18½ |
| 4   | Cincinnati Reds       | 077 | 076 | 50,3 % | 33½ |
| 5   | Philadelphia Phillies | 074 | 079 | 48,4 % | 36½ |
| 6   | Brooklyn Superbas     | 055 | 098 | 35,9 % | 55½ |
| 7   | St. Louis Cardinals   | 054 | 098 | 35,5 % | 56  |
| 8   | Boston Doves          | 045 | 108 | 29,4 % | 65½ |

W = Wins (Siege), L = Losses (Niederlagen), % = Winning Percentage, GB = Games Behind (Rückstand auf Führenden: Zahl der notwendigen Niederlagen des Führenden bei gleichzeitigem eigenen Sieg) 

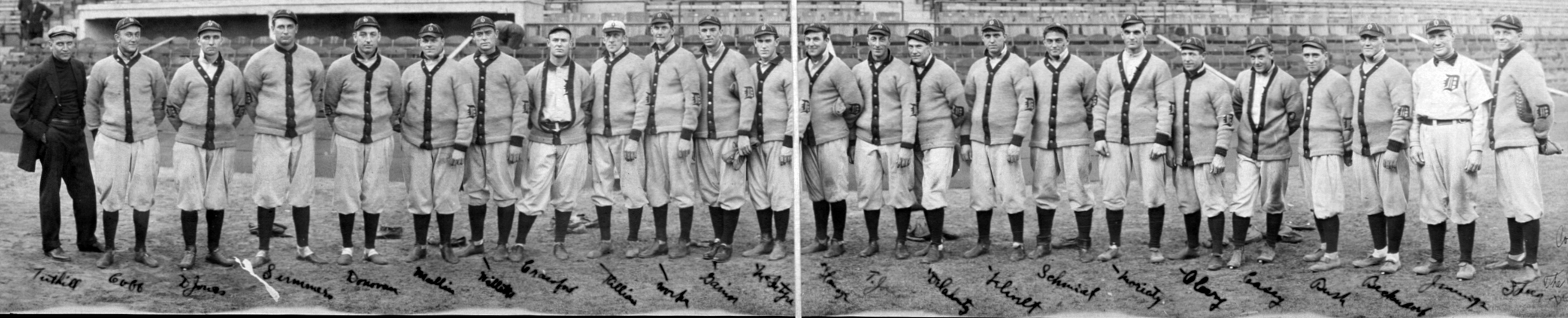
Die Detroit Tigers von 1909 (AL-Sieger)
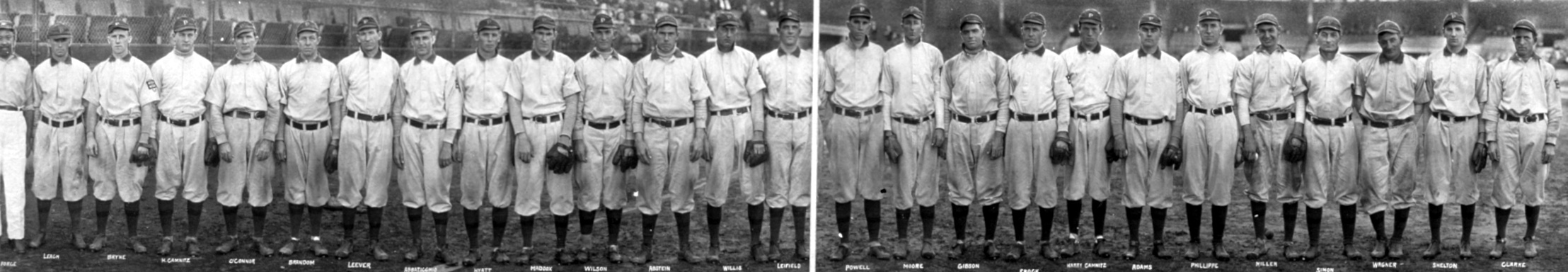
Die Pittsburgh Pirates von 1909 (NL-Sieger)

## Spielerstatistik

### Hitting

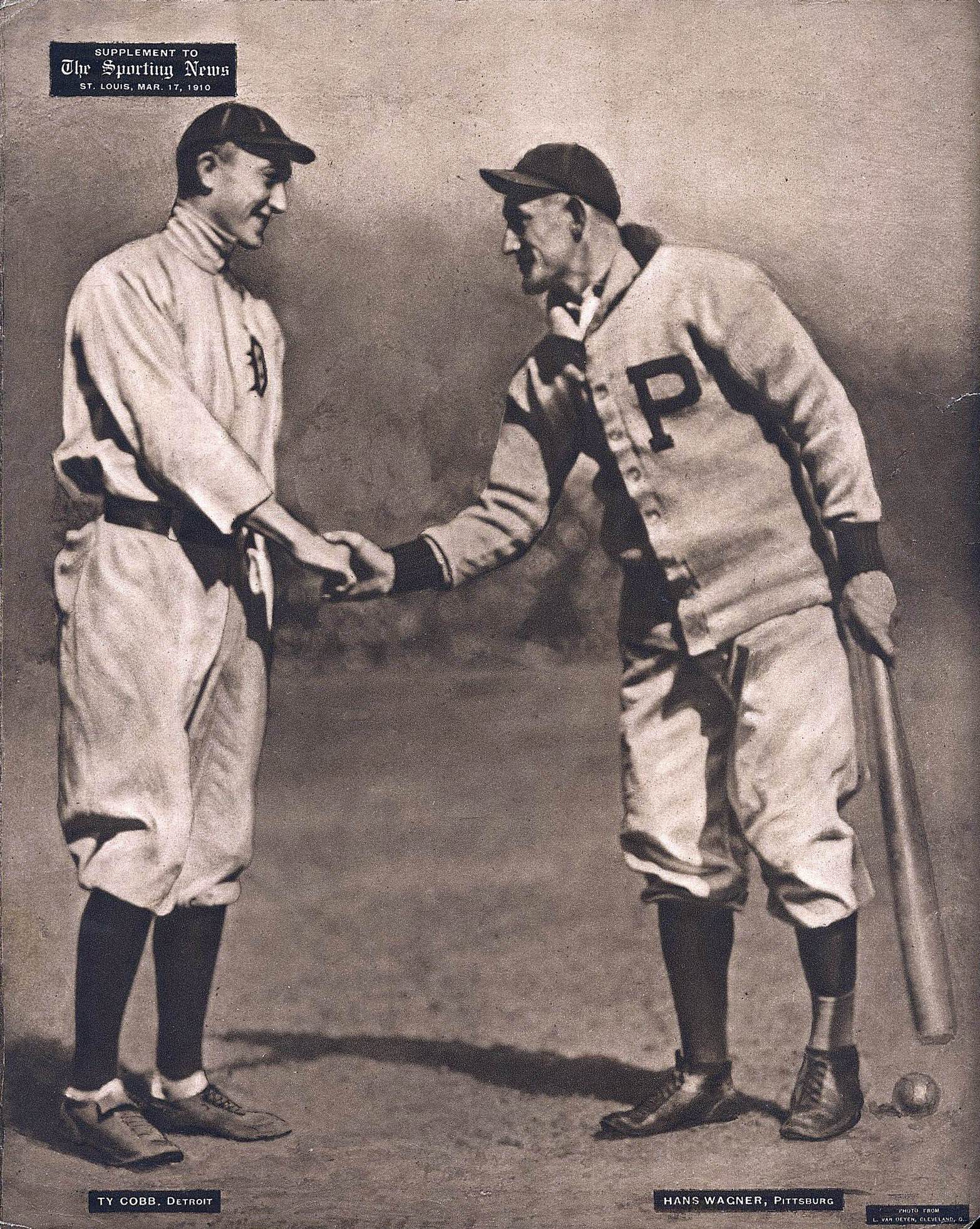
Ty Cobb (links) und Honus Wagner (hier während der World Series 1909) dominierten in ihre jeweiligen Liga die wichtigsten Schlagstatistiken

| American League | American League | American League | American League | National League | National League | National League | National League |
| Stat            | Spieler         | Team            | Total           | Stat            | Spieler         | Team            | Total           |
| --------------- | --------------- | --------------- | --------------- | --------------- | --------------- | --------------- | --------------- |
| AVG             | Ty Cobb         | DET             | .377            | AVG             | Honus Wagner    | PIT             | .339            |
| HR              | Ty Cobb         | DET             | 9               | HR              | Red Murray      | NYG             | 7               |
| RBI             | Ty Cobb         | DET             | 107             | RBI             | Honus Wagner    | PIT             | 100             |
| R               | Ty Cobb         | DET             | 116             | R               | Tommy Leach     | PIT             | 126             |
| H               | Ty Cobb         | DET             | 216             | H               | Larry Doyle     | NYG             | 172             |
| SB              | Ty Cobb         | DET             | 76              | SB              | Bob Bescher     | CIN             | 54              |

### Pitching
| American League | American League | American League | American League | National League | National League                 | National League | National League |
| Stat            | Spieler         | Team            | Total           | Stat            | Spieler                         | Team            | Total           |
| --------------- | --------------- | --------------- | --------------- | --------------- | ------------------------------- | --------------- | --------------- |
| W               | George Mullin   | DET             | 29              | W               | Mordecai Brown                  | CHC             | 27              |
| W-L %           | George Mullin   | DET             | 78,4 %          | W-L %           | Howie Camnitz Christy Mathewson | PIT NYG         | 80,6 %          |
| ERA             | Harry Krause    | PHA             | 1,39            | ERA             | Christy Mathewson               | NYG             | 1,14            |
| K               | Frank Smith     | CHW             | 177             | K               | Orval Overall                   | CHC             | 205             |
| IP              | Frank Smith     | CHW             | 365             | IP              | Mordecai Brown                  | CHC             | 342,2           |

## World Series
| Spiel                                         | Datum            | Gast               | Ergebnis | Heim               | Gesamtstand DET–PIT | Ort          | Spielzeit | Zuschauer | Box    |
| --------------------------------------------- | ---------------- | ------------------ | -------- | ------------------ | ------------------- | ------------ | --------- | --------- | ------ |
| Spiel 1                                       | 08. Oktober 1909 | Detroit Tigers     | 1–4      | Pittsburgh Pirates | 0–1                 | Forbes Field | 1:55      | 29.264    | [ 5 ]  |
| Spiel 2                                       | 09. Oktober 1909 | Detroit Tigers     | 7–2      | Pittsburgh Pirates | 1–1                 | Forbes Field | 1:45      | 30.915    | [ 6 ]  |
| Spiel 3                                       | 11. Oktober 1909 | Pittsburgh Pirates | 8–6      | Detroit Tigers     | 1–2                 | Bennett Park | 1:56      | 18.277    | [ 7 ]  |
| Spiel 4                                       | 12. Oktober 1909 | Pittsburgh Pirates | 0–5      | Detroit Tigers     | 2–2                 | Bennett Park | 1:57      | 17.036    | [ 8 ]  |
| Spiel 5                                       | 13. Oktober 1909 | Detroit Tigers     | 4–8      | Pittsburgh Pirates | 2–3                 | Forbes Field | 1:46      | 21.706    | [ 9 ]  |
| Spiel 6                                       | 14. Oktober 1909 | Pittsburgh Pirates | 4–5      | Detroit Tigers     | 3–3                 | Bennett Park | 2:00      | 10.535    | [ 10 ] |
| Spiel 7                                       | 16. Oktober 1909 | Pittsburgh Pirates | 8–0      | Detroit Tigers     | 3–4                 | Bennett Park | 2:10      | 17.562    | [ 11 ] |
| Die Pittsburgh Pirates gewinnen die Serie 4-3 |                  |                    |          |                    |                     |              |           |           |        |